# عادل شمس
عادل شمس ممثل بحريني دخل المجال الفني عام 1993 ومازال مستمرًا فيه. كما فازَ بجائزة أفضل ممثل دور ثاني.

## أعماله

### المسلسلات
- أماني العمر (مسلسل)
- حزاوينا خليجية
- باب الريح
- شرباكة
- مبتعثات
- البطران
- حنين السهاري
- أهل الدار
- باب المراد
- كومار
- سماء ثانية
- قصة هوانا
- بنات شما
- ملامح بشر
- بغوها طرب
- دروب
- هدوء وعواصف
- ملاذ الطير
- مواطن طيب
- أحلام رمادية
- نيران
- تالي العمر
- الكلمة الطيبة
- عجايب زمان
- حسن ونور السنا
- الهارب
- أولاد بو جاسم
- فتاة أخرى
- حكايات ابن الحداد

### المسرحيات
- بيت العمدة
- الصفحة الأولى من الجريدة
- طفاطيف

### أفلام
- الأشقر
- زرود
- زهور تحترق

### في إذاعة
- يوميات أم سحنون

## أعماله كمخرج
- هيلق ستايل (مساعد مخرج)
- بنات شما (مساعد مخرج)
- أغصان طوبى (مخرج)
- نورة (مساعد مخرج)
- ليل البنادر (مساعد مخرج)
- جروح باردة (مخرج منفذ)
- مواطن طيب (مساعد المخرج)
- الديرة نت (مساعد مخرج أول)
- العو عو لمة (مخرج مساعد)
- تالي العمر (مساعد مخرج)
- عائلة أبو رويشد (مساعد مخرج)
- ليلة عرس رشدان (مخرج مساعد)
- عجايب زمان (مساعد مخرج)

## روابط خارجية
- عادل شمس على موقع قاعدة بيانات الأفلام العربية